# Victoria International 2013
Die Victoria International 2013 im Badminton fanden vom 28. bis zum 30. Juni 2013 in Albert Park statt. 

## Austragungsort
- MSAC, Aughtie Drive, Albert Park

## Sieger und Platzierte
| Disziplin    | Gold                                 | Silber                          | Bronze                                            |
| ------------ | ------------------------------------ | ------------------------------- | ------------------------------------------------- |
| Herreneinzel | Pisit Poodchalat                     | Yu Chun-Hsien                   | Michael Fowke                                     |
| Herreneinzel | Pisit Poodchalat                     | Yu Chun-Hsien                   | Kittiphon Chairojkanjana                          |
| Dameneinzel  | Ruethaichanok Laisuan                | Mattana Hemrachatanun           | Tri Ria Maya                                      |
| Dameneinzel  | Ruethaichanok Laisuan                | Mattana Hemrachatanun           | Lê Thu Huyền                                      |
| Herrendoppel | Robin Middleton Ross Smith           | Raymond Tam Glenn Warfe         | Kevin Dennerly-Minturn Oliver Leydon-Davis        |
| Herrendoppel | Robin Middleton Ross Smith           | Raymond Tam Glenn Warfe         | Vountus Indra Mawan Muhammad Adib Haiqal Nurizwan |
| Damendoppel  | Ruethaichanok Laisuan Lam Narissapat | Sannatasah Saniru Renuga Veeran | Tara Pilven Talia Saunders                        |
| Damendoppel  | Ruethaichanok Laisuan Lam Narissapat | Sannatasah Saniru Renuga Veeran | Vee Vian Chong Eugenia Tanaka                     |
| Mixed        | Robin Middleton He Tian Tang         | Ross Smith Renuga Veeran        | Oliver Leydon-Davis Susannah Leydon-Davis         |
| Mixed        | Robin Middleton He Tian Tang         | Ross Smith Renuga Veeran        | Pisit Poodchalat Lam Narissapat                   |